# Дальцев, Зиновий Григорьевич
Зиновий Григорьевич Дальцев (Гузик) (12 декабря 1884 — 12 января 1963, Москва) — советский театральный актёр, театральный деятель, заслуженный деятель искусств РСФСР (1957). Заместитель председателя Совета Всероссийского театрального общества (1941 по 1959 гг.).

## Биография
Родился 12 декабря 1884 года.
В 1910 году окончил обучение на юридическом факультете Московского государственного университета.
В 1903 году на сцене Орловского драматического театра начал свою актёрскую деятельность. Играл роли в различных театрах страны. В его репертуаре были роли: Незнамова; Счастливцева, Буланова («Лес»), Годды («Казнь» Ге) и другие.
В 1917 году Зиновий Дальцев перешёл на административную работу. В 1922 году принимал участие в организации и создании Театра Революции, в котором был трудоустроен в качестве управляющего.
С 1924 года стал работать в Малом театре. Сначала выполнял обязанности помощника директора, а затем был назначен на должность заместителя директора. С апреля 1937 по май 1938 года исполнял обязанности директора Малого театра. В дальнейшем продолжил работу в Оперном театре имени К. С. Станиславского.
С 1941 по 1959 годы трудился в должности заместителя председателя Совета Всероссийского театрального общества. В 1957 году был удостоен звания Заслуженный деятель искусств РСФСР.
Проживал в Москве. Умер 12 января 1963 года. Похоронен на Новодевичьем кладбище в городе Москве (Колумбарий, секция 68).

## Награды
- Заслуженный деятель искусств РСФСР (1957).
- Орден Трудового Красного Знамени (23.09.1937) — за выдающиеся заслуги в деле развития русского театрального искусства.

## Архив
Фонд Зиновия Григорьевича Дальцева хранится в Российском государственном архиве литературы и искусства под номером 2413. Фонд содержит 1368 единиц хранения за 1870–1962 годы. Среди рукописей Дальцева есть статьи и рукописи, в том числе других авторов, отзывы, рецензии, выступления, доклады и воспоминания — всего 120 рукописей. В фонде содержится большой комплекс переписки деятеля. Также в фонде можно найти собрание биографических и автобиографических документов, фотографий, документов Малого, театра «Эрмитаж», Оперного театра им. Станиславского и других организаций; альбом с фотографиями М. В. Дальского в жизни и в ролях, с отзывами и рецензиями на спектакли с его участием, с воспоминаниями о нем.